# 12 ساعة (فلم)
12 ساعة هو فيلم تلفزي مغربي من إخراج مراد الخودي سنة 2017، وبطولة كل من أمين الناجي، عبد العظيم الشناوي، عمر لطفي، نسرين الراضي، وآخرون.
يتطرق الفيلم إلى مواضيع التخلي عن الوالدين من طرف الأبناء والهجرة السرية والنشل وسرقة المواليد.

## القصة
تدور أحداث الفيلم زمنيا في إطار لا يتعدى 12 ساعة، يتخلى الابن عن والده القعيد بعد تركه في أحد الشوارع العمومية، أملا في إلحاقه بأحد دور المسنين، ثم يندم ويحاول الرجوع للبحث عنه ويجده بعد معاناة وعذاب في البحث ويأخذه للعيش معه مرة أخرى للبيت. للأب ابن آخر نشالا ومنحرفا غايته الهجرة السرية نحو أوروبا والعيش هناك من خلال تواطئه مع خليلته.

## جوائز وتشريفات
حصل الفيلم على جائزة أحسن فيلم لمهرجان مكناس.

## روابط خارجية
- مقالات تستعمل روابط فنية بلا صلة مع ويكي بيانات
- فيلم 12 ساعة على موقع قناة الأولى